# Ржавский, Александр Николаевич
Алекса́ндр Никола́евич Ржа́вский (укр. Олександр Миколайович Ржавський; 30 января 1959, Краматорск, УССР, СССР — 27 марта 2022, Буча, Киевская область) — украинский политический деятель, кандидат в Президенты Украины в 1999 и 2004 гг., депутат Верховной рады Украины III созыва. Председатель Всеукраинского политического объединения «Єдина родина». Президент Всеукраинского благотворительного фонда «Єдність». С 1997 по 2003 год — вице-президент Национальной федерации фехтования Украины.

## Биография

### Ранние годы и первая работа
Родился 30 января 1959 в городе Краматорск Сталинской области УССР в семье заводского рабочего Николая Демьяновича и учительницы математики Алисы Николаевны.
Параллельно учёбе в общеобразовательной школе окончил музыкальную школу по классу фортепиано, играл в школьном ансамбле. Кандидат в мастера спорта по плаванию.
В 1976 уехал в Одессу, где после года учёбы в Одесском высшем инженерно-морском училище устроился матросом на рыболовецкий траулер «Антарктика». Год спустя был призван в армию. Перед призывом женился. По словам Ржавского, с женой Ларисой он познакомился в автобусе, где отогнал от неё хулигана. После демобилизации работал шлифовщиком и по другим специальностям, требующим высокой квалификации. В 1980—1981 годах — мастер ПТУ № 68, с 1981 года — электромонтер Краматорского завода тяжелого станкостроения.
В 1981—1984 годах — забойщик шахтоуправления «Яновская» производственного объединения «Донбассантрацит», г. Красный Луч Луганской области. Награждён нагрудным знаком «Шахтёрская слава» III степени. После серьёзной травмы ноги оставил шахту и перешел работать заготовителем в Антрацитовское городское потребительское общество.

### Высшее образование и свой бизнес
В 1985 Александр поступил в Полтавский кооперативный институт, который окончил в 1991 г. Экономист. Уже в 1989 г. зарегистрировал первое на Украине частное предприятие. В 1989—1996 годах — президент производственного кооперативного объединения «Коралл», научно-производственной фирмы «Коралл», частной фирмы «Коралл», ОАО «Промышленная группа „Коралл“», г. Красный Луч Луганской обл. Одно из направлений — разработка машин для производства строительных материалов, для чего были открыты три конструкторских бюро.

…государство увидело ростки нового капитализма… Тут и вышло постановление об увеличении налогов с 3 % до 60 %, то есть в 20 раз. Бизнес сразу ушел в тень, налоги вообще перестали платить. Меня это не устраивало и, вместо того, чтобы игнорировать налоги, я просто посмотрел, где они меньше. Такой отраслью было новаторство: тот, кто вкладывал деньги в производство, от налогов освобождался. Стал тогда заниматься строительными материалами, оборудованием для их производства. Несколько патентов на новую технику зарегистрировали ещё при СССР. В 1993 году они получили большое признание в Италии и мне показалось, что стоит деньги вкладывать в малое производство. У нас количество предприятий увеличилось до 100.
С 1996 года — заместитель председателя правления «Монтажспецбанк». С 09.1997 по 12.1997 г. — заместитель председателя, с декабря 1997 по апрель 1998 г. — и. о. председателя правления, президент АКБ «Коралл-банк».
Несколько раз сменив название, объединение «Коралл» существует и теперь. По словам самого Ржавского, «фирм, к которым я имею прямое отношение, где-то около пятидесяти».

## Политическая деятельность
После успешного начала своей предпринимательской карьеры Александр Ржавский решил принимать активное участие в политической жизни страны. В 1997 он основал общественную организацию  «Единая семья» (укр. Єдина родина , которую и возглавил. В 1998 году выдвинул свою кандидатуру на должность народного депутата Украины в мажоритарном избирательном округе № 46 в Донецкой обл.

### Народный депутат, кандидат в Президенты
В 1998 г. Александр Ржавский был избран в Верховную Раду Украины. Он набрал 26,39 % голосов избирателей, опередив 17 других кандидатов.
В парламенте Ржавский занял должность сначала члена Комитета по вопросам молодёжной политики, физической культуры, спорта и туризма, а с февраля 2000 года — первого заместителя председателя.
В феврале 1999 «Единая семья» была преобразована в политическую партию Всеукраинское объединение «Единая семья»  и Александр Ржавский был избран её главой. В этом качестве 31 октября 1999 г. участвовал в первом туре президентских выборов.

### Выборы 2002—2006 гг.
В преддверии парламентских выборов 31 марта 2002 Александр Ржавский инициировал создание избирательного блока «За Ющенко!». Он же и возглавил избирательный список зарегистрированного 11 января 2002 блока, оставив Ющенко без первого места. Однако после судебного иска самого Виктора Ющенко, который уже возглавил список Блока «Наша Украина», 14 февраля того же года Блок «За Ющенко!» был снят с регистрации.
31 октября 2004 г. участвовал в первом туре президентских выборов.
На парламентских выборах 26 марта 2006 Ржавский выступал под номером 1 избирательного списка Блока беспартийных «Солнце», не преодолевшего проходной барьер в 3 %.

### В Киевской горадминистрации
В 2006 г. глава Киевской городской государственной администрации Леонид Черновецкий предложил Александру Ржавскому стать сначала своим советником, а затем и заместителем по вопросам жилищно-коммунального хозяйства. В должности исполняющего обязанности зама Ржавский выступил с инициативой повышения зарплат работникам ЖЭКов, одновременно расширив круг их обязанностей, в частности, добавив в них охрану общественного порядка и участие в диспетчерских службах быстрого реагирования. Кроме того, Ржавский выступил с оригинальной инициативой введения «коммунальной карточки» для тех, кто проживает в Киеве, не имея регистрации.

Вопрос скорее в мотивации человека, когда он будет покупать эту карточку. Он должен понимать — что это нечестно, живя в Киеве, использовать его услуги бесплатно.

Средства от внедрения коммунальной карточки направят на реализацию городской программы «Чистая столица», в рамках которой предусматривается обеспечение дворников жильём в домах, возле которых они работают. По словам господина Ржавского, покупать коммунальную карточку придется всем, кто будет приезжать в столицу на заработки. «Я не против, чтобы в Киеве работали иногородние, но считаю, что каждый должен заплатить за коммунальные услуги», — считает Ржавский.
 По его мнению, с внедрением такой карточки ежемесячно город мог бы дополнительно получать около 20 млн грн. Тем не менее, КГГА от этой инициативы отказалась, назвав её «личным мнением и инициативой Ржавского».
28 июля 2007 г. Ржавский попал в серьёзное ДТП, перенес несколько операций, и на период восстановления отошел от активной политической деятельности.

## Смерть
Во время широкомасштабного российского вторжения на Украину в 2022 году Ржавский стал одной из жертв массовых убийств в Буче. По словам очевидцев, вечером 27 марта пьяный российский солдат с взятым в заложники местным жителем Александром Кривенко искал алкоголь в окрестных домах и в итоге оказался дома у бывшего политика. Ржавский угостил военного, но по неизвестной причине он открыл огонь, убив Ржавского и Кривенко.